# Giuda (gruppo musicale)
I Giuda sono un gruppo musicale rock italiano formatosi a Roma nel 2007.

## Carriera
Nati sulle ceneri dei Taxi, formazione punk rock romana, vantano una intensa attività dal vivo in club e festival di vari Stati d'Europa e negli Stati Uniti d'America, oltre che recensioni positive in varie riviste in lingua inglese, che li ha resi più noti all'estero che nel loro paese di origine.
Il loro primo fan club, Giuda Horde, è nato in Francia nel 2011.
Il loro terzo album, Speaks Evil, è stato pubblicato nel 2015 dall'etichetta discografica svedese Burning Heart Records.
Il quarto album della band è stato pubblicato il 5 aprile 2019 in Europa da Rise Above Records, negli Stati Uniti d'America da Burger Records e in Giappone da Trooper Entertainment.
Nel 2022 esce il primo disco live della band registrato al festival Punk Rock Raduno di Bergamo, e pubblicato dall' etichetta discografica Italiana Wild Honey Records.
A Gennaio 2023, la canzone Roll On è stata scelta come musica per il trailer della seconda stagione della serie animata statunitense The Legend of Vox Machina uscita per Amazon Prime Video.

## Formazione
Attuale:
- Tenda (pseudonimo di Ntendarere Djodji Damas) - voce
- Lorenzo Moretti - chitarra, voce
- Michele Malagnini - chitarra
- Sergio Chiari - chitarra
- Danilo Valerii - basso, batteria
- Alessio Cataldo - batteria

Ex Componenti:
- Antonio Sebastianelli - basso
- Daniele Tarea - batteria

## Discografia
Album in studio
- 2010 - Racey Roller (Fungo (It) / Damaged Goods (UK) / TKO (USA))
- 2013 - Let's Do It Again (Fungo (It) / Damaged Goods (UK) / TKO (USA))
- 2015 - Speaks Evil (Burning Heart Records)
- 2019 - E.V.A. (Rise Above Records (UK) / Burger Records (USA) / Trooper Entertainment (JAP))

Singoli
- 2010 - Number 10 / Crazee (Surfin Ki Records)
- 2010 - Coming back to you (Fungo(IT))
- 2010 - Get It Over (White Zoo Records)
- 2013 - Wild Tiger Woman (Brass City Boss Sounds / Fungo Records)
- 2013 - Teenage Rebel (Contra Records / Fungo Records)
- 2014 - Yellow Dash (Damaged Goods / Fungo Records)
- 2015 - Roll The Balls (Burning Heart Records)
- 2017 - Bad Days are Back / Firefly (Burning Heart Records)
- 2017 - Rock 'N' Roll Music (Rise Above Records)
- 2018 - Saturday Night's Alright For Fighting (Damaged Goods)
- 2019 - Overdrive (Rise Above Records)
- 2019 - Interplanetary Craft (Rise Above Records )

Album Live
- 2022 - Live at Punk Rock Raduno ( Wild Honey Records )

Raccolte
- 2020- The Early Years Racey Rollers Demo & Outtakes (Fungo Records)